# Magyar szabadkőművesek listája
| Ábécé szerinti tartalomjegyzék                                                                           |
| --- |
| A, Á B C Cs D Dz Dzs E, É F G Gy H I, Í J K L Ly M N Ny O, Ó Ö, Ő P Q R S Sz T Ty U, Ú Ü, Ű V W X Y Z Zs |

## A

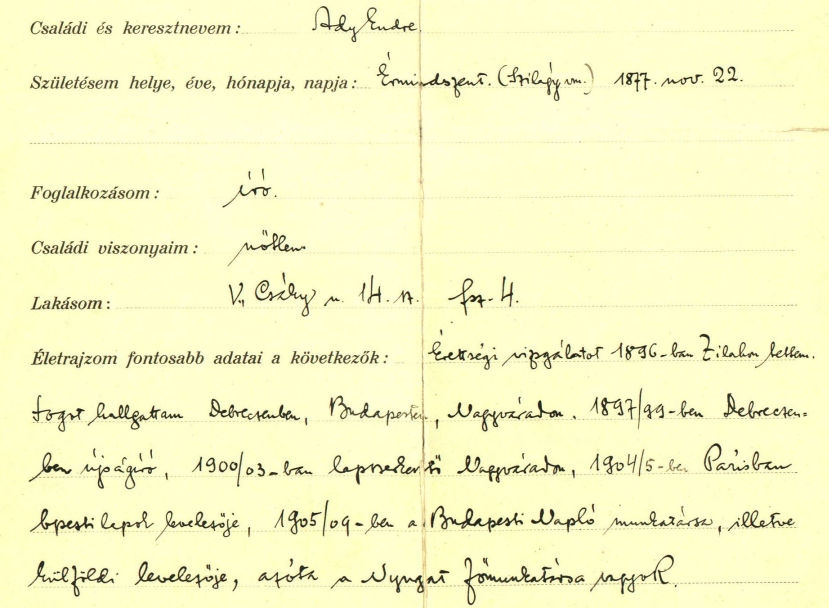
Ady Endre felvételi kérelme a szabadkőművességbe 1. oldal

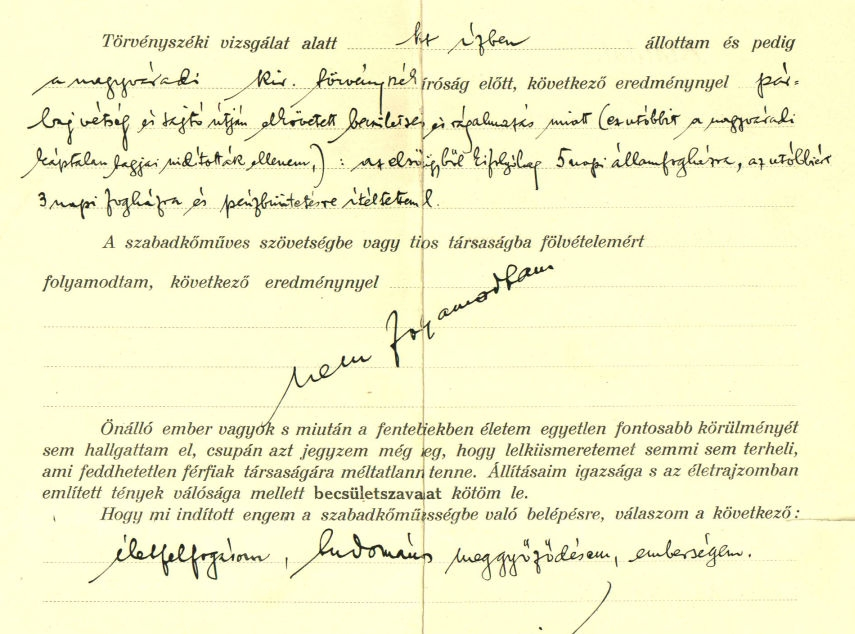
Ady Endre felvételi kérelme a szabadkőművességbe 2. oldal

- Abafi Lajos (1840-1909), irodalomtörténész, lepkekutató [1]
- Abonyi Géza (1894–1949), színész [1]
- Ábrányi Emil, ifj. (1850-1920), költő [1]
- Ady Endre (1877-1919), költő [1]
- Ady Lajos (1881-1940), író, Ady Endre testvére [1]
- Ágai Adolf (1836-1916), humorista [1]
- Ágoston Péter (1874-1925), jogász, szociáldemokrata politikus, hét napig külügyminiszter [1]
- Almásy Pál (1818-1882), az 1849-es debreceni országgyűlés elnöke [2]
- Alpár Ignác (1855-1928), építész [1]
- id. Andrássy Gyula (1823-1890), miniszterelnök [1]
- Antal Gábor (1843–1914), teológiai akadémiai tanár, ref. püspök [3]
- Apáthy István (1863-1922), zoológus, a kolozsvári egyetem rektora, az erdélyi Nemzeti Tanács elnöke [1]
- Apponyi Antal György (1755-1817), politikus [1]
- Apraxin Júlia (1828-1917), színésznő, író[4]
- Aranka György (1737-1817), az Erdélyi Magyar Nyelvmívelő Társaság alapítója [2]
- Arany Dániel (1863-1944) magyar matematikatanár, matematikus.
- Auer Miklós (1903-1979), vegyész, numizmatikus, a szabadkőműves relikviák gyűjtője[5]
- Auer Pál (1885-1978), politikus, a Páneurópai Unió elnöke [6]

## B

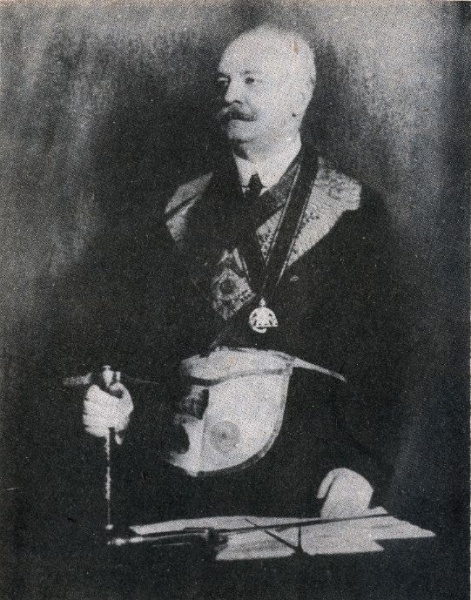
Bókay Árpád, a Magyarországi Symbolikus Nagypáholy nagymestere szabadkőműves öltözékben

- Babócsay Lajos (1933-2004), festő [7]
- Bakonyi Kálmán (1859-1942), jogász, bíró [1]
- Balassa József (1864-1945), nyelvész [1]
- Bálint Lajos (1886-1974), író [6]
- Bálint Zoltán (építész) (1871-1939), építész [6]
- Banda Ede (1917-2004), gordonkaművész [1]
- Bánffy György (1746-1822), református főgondnok [2]
- Bánffy Miklós (1873-1950), politikus [1]
- Bánki Donát (1859-1922), feltaláló [2]
- Bánóczi József (1849–1926), irodalomtörténész, nyelvész [1]
- Bányai Elemér (1875-1915), írói álneve: Zuboly, újságíró, író [1]
- Bárczy István (1866–1943), Budapest főpolgármestere [1]
- Bárdos Artúr (1882-1974), rendező, intendáns, szakíró [1]
- Barkóczy Ferenc, cs. k. kamarás és helytartósági tanácsos [2]
- Báróczi Sándor (1735-1809), író, műfordító, testőr [1]
- Barrey Emil [7]
- Barta Ernő (1878-1956), grafikus [6]
- Bartha Lajos, szobrász [7]
- Bartók György (1845-1907), teológus, református püspök [2]
- Bartos Lipót, szegedi könyvkereskedő és kiadó [8]
- Batsányi János (1763-1845), költő [2]
- Batthyány Alajos (1750-1818), huszárfőhadnagy [2]
- Baumhorn Lipót (1860-1932), építész [1]
- Beck Sámuel, jogász [7]
- Beck Vilmos (1869-1925), operaénekes [9]
- Bedeus Joakim (1746-1810), erdélyi tartományi főbiztos, belső titkos tanácsos, [2]
- Beke Manó (1862–1946), matematikus [1]
- Benczúr Gyula (1844–1920), festő [1]
- Benedek Elek (1859–1929), író [1]
- Benedek István (1915-1996), író [1]
- Benedek József (1827-1892), színész [9]
- Benedek Marcell (1885-1969), író [1]
- Bercsényi Béla (1844-1901), színész [9]
- Berde Sándor (1856-1894), református lelkész [2]
- Beregi Oszkár (1876-1965), színész [1]
- Berény Róbert (1887-1953), festő [1]
- Berinkey Dénes (1871-1944), politikus [1]
- Bernády György (1864-1938), marosvásárhelyi polgármester [1]
- Bernáth Aurél (1895-1982), festő [1]
- Besze János, politikus [10]
- Bethlen Gergely (1810/1812-1867), honvédezredes [2]
- Biás István (1877-1950), levéltáros, helytörténész [6]
- Bíró Jenő [11]
- Bíró Lajos (1880-1948), író [7] [1]
- Bíró Mihály (1886-1948), grafikus [1]
- Bogdánfy Ödön (1863-1944), építőmérnök, hidrológus, műfordító [6]
- Bókay Árpád (1856-1919), tanár [1]
- Bókay János (1858–1937), orvos [1]
- Bókay János (1892–1961), író [6]
- Bolgár Elek (1883–1955), diplomata [1]
- Bolgár Tivadar [11]
- Bonkáló Sándor (1880–1959), irodalomtörténész [6]
- Born Ignác (1742–1791), geológus [2]
- Boromisza Tibor (1880-1960), festő [6]
- Borsos Károly (1871 – 1933)  református pedagógus, gimnáziumi és főiskolai tanár, a Mezőtúri Református Kollégium igazgatója, klasszika-filológus, vallásfilozófus [12]
- Bóta Ernő, az Emberi Jogok Ligája magyar tagozatának alapítója [7]
- Böhm Emil, kereskedő [6]
- Bölöni György (1882–1959), irodalomtörténész [6]
- Böszörményi Jenő (1872–1957), gépészmérnök [6]
- Braun Róbert (1879–1937), szociológus [13]
- Brukenthal Sámuel (1721-1803), Erdély kormányzója [2]
- Buchinger Manó (1875–1953), képviselő [1]

## C
- Conrád Gyula, hivatalnok [7]
- Cornides Dániel (1732–1787), történetíró [2]
- Czakó Ambró, református lelkész [1]
- Czetz János (1822–1904), honvédtábornok [1]
- Czóbel Ernő (1886–1953), pedagógus [1]

## Cs
- Csáky Tivadar (1834-1894), politikus [2]
- Csanády László, történész
- Császár Imre (1864-1933), színész [6]
- Csáth Géza (1887-1919), író [1]
- Csécsy Imre (1893-1961), író, újságíró, politikus [1]
- Csemegi Károly (1826-1899), büntetőjogász [1]
- Csengey Gusztáv (1842-1925), költő [1]
- Cserés Miklós, rádiódramaturg [1]
- Csergő Hugó (1877-1945), író [1]
- Csifó Salamon, unitárius teológus [6]
- Csornoky Viktor (1919-1948), kisgazdapárti politikus [1]
- Cs. Sebestyén Károly (1875-1956), néprajztudós [6]

## D
- Darvas József, pedagógus [2]
- Dénes György, színész [9]
- Devecseri Gábor, műfordító [1]
- Diner-Dénes József (1857-1937), újságíró, politikus [6]
- Diósszilágyi Sámuel, orvos [6]
- Ditrói Mór, színigazgató [1] [6]
- Doktor Sándor szülész-nőgyógyász, baranyai főbába [1]
- Domanovszky Endre, festő [14]
- Draskovich János, katonatiszt, páholyszervező [2]
- Dudásy Antal (1753 körül–1798), minorita rendi szerzetes, tanító, iskolaigazgató[15][2]
- Dutka Ákos, költő [1]

## E

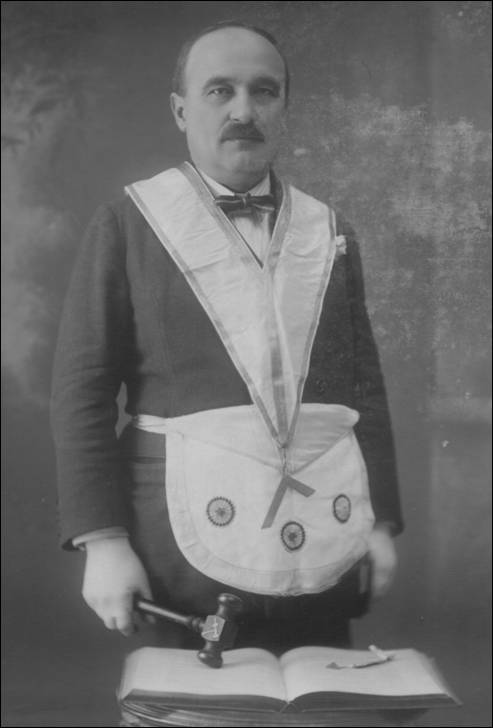
Espersit János, a szegedi Klauzál Gábor reform páholy főmestere szabadkőműves öltözetben

- Ellinger József, operaénekes [1]
- Endrődi Sándor, költő [1]
- Espersit János (1879-1931), ügyvéd, politikus, mecénás [16] [8]
- Esterházy Ferenc, főkancellár [2]
- Esterházy Nepomuki János, a kormányzó tanács tagja [17]
- Esterházy Miklós József, tábornagy, a fertődi kastély építtetője [2]
- Etienne András (1751-1797), orvos, tanár [2]

## F
- Fabinyi Rudolf, vegyész, a Magyar Kémikusok Egyesülete alapítója [1]
- Fehér Sándor Sámuel [11]
- Fekete Ignác, újságíró [1]
- Fekete János, cs. kir. kamarás, tábornok, író [2]
- Feld Zsigmond, színész, színigazgató [1]
- Feleky Miklós, színész, rendező [9]
- Ferencz József, unitárius püspök [1]
- Ferenczy Béni, szobrász [1]
- Fessler Ignác Aurél, ág. ev. püspök, a m. tud. akadémia külföldi levelező tagja [10]
- Festetics György, a Helikon alapítója [2]
- Földesi Joachim, polgári iskolai tanár [10]
- Földi János, természettudós [2]
- Fodor József, költő [18]
- Frankel Leó, bankhivatalnok [6]
- Friedrich István, miniszterelnök [1]
- Fürst Gyula [11]
- Fülöp Zsigmond tanár, természettudós

## G
- Gabányi Árpád, színész, rendező [6]
- Gábel József, filozófus [7]
- Gábor Andor, költő [1]
- Gábor Ignác, irodalomtörténész [1]
- Gál György Sándor, zeneíró, író[19]
- Gál Gyula, színész [6]
- Galamb Sándor, színházigazgató, rendező, dramaturg, irodalomtörténész [1]
- Gebauer Gusztáv, törvényszéki jegyző [6]
- Gelléri Mór közgazdasági szakíró, a magyar iparfejlesztés kiemelkedő alakja [1]
- Gellért Lajos, színész, író [9]
- Gerő Károly, színműíró [1]
- Gion Nándor, író, újságíró[20]
- Góth Sándor, színész, rendező [6]
- Gönczi Jenő, minisztériumi tisztviselő [7]
- Granasztói Pál, építész [1]
- Gundel János, vendéglős [1]
- Gyarmathi Sámuel, nyelvész [2]
- Gyöngyösi János, tordai református lelkész, költő [2]
- György Oszkár, főreáliskolai tanár, költő [6]

## H
- Hadik-Barkóczy Ilona (1833-1887), fiúsított grófnő, az első ismert, szabadkőművesnek felavatott magyar nő [21]
- Hajnik Pál, politikus [1]
- Hajnóczy József, jogtudós, jakobinus [1]
- Hajós Alfréd, építész, olimpiai bajnok [1]
- Hajós Zsigmond, operaénekes [9]
- Halasi Béla, közgazdász, jogász [7]
- Halász-Hradil Elemér (1873-1948), festő [6]
- Haller Károly (1836-1911), jogász, egyetemi tanár, Kolozsvár polgármestere [6]
- Halmi Ferenc, színész [9]
- Hamar István, református teológus [6]
- Harkányi Ede, ügyvéd [7] [1]
- Harsányi Kálmán (1876-1929), költő, író [6]
- Harsányi Zsolt, író [1]
- Háry Gyula (1864-1946), festő [6]
- Hatvany Bertalan, műfordító [7]
- Hatvany Lajos, irodalomtörténész [22]
- Hausbrunner Vilmos, rabbiképző tanár [6]
- Havas Adolf (1859-1904), irodalomtörténész [23]
- Haypál Benő, református lelkész [1]
- Hegedűs Gyula, színész [1]
- Hegedűs Nándor (1884-1969), közíró, szerkesztő [6]
- Hegyi Emánuel (1877-1936), zongoraművész [6]
- Heltai Jenő, költő, író [1]
- Hende Ernő [11]
- Herman Lipót, festő [1]
- Hevesi József, színigazgató [1]
- Hieronymi Károly (1836-1911), politikus [6]
- Hock János, józsefvárosi plébános, a Magyar Nemzeti Tanács elnöke [1]
- Holló Alajos, főreáliskolai tanár [6]
- Hollós Holczer Károly, festő [6]
- Hollós László, főreáliskolai tanár [10]
- Honti Nándor, festő [6]
- Horn Ede, közgazdász [1]
- Hornyánszky Gyula, klasszikafilológus [6]
- Hornyánszky Viktor, nyomdász [6]
- Horti Pál (1865-1907), festő, iparművész [6]
- Horváth Mihály, történész, püspök [2]
- Horváth Zoltán színész [6]
- Huzella Elek, zeneszerző [1]

## I
- Ignotus Pál, szerkesztő [14]
- Ignotus (Veigelsberg Hugó), író, szerkesztő [1]
- Incze Henrik, író, szerkesztő [9]
- Istók János, szobrász [1]
- Iván Miklós, hivatalnok [6]
- Ivánka Imre, Kossuth-párti képviselő [1]

## J
- Jakab Dezső (1864-1932), építész [6]
- Jámbor Lajos (építész) (1869-1955), építész [6]
- Jancsó Elemér (1905-1971), irodalomtörténész, kritikus [24]
- Jánosi Zoltán (1868-1942) református lelkész [25]
- Janovics Jenő (1872-1945), színházi rendező [1]
- Jászi Oszkár (1875-1957), történész, szociológus, miniszter[1]
- Jávor Pál (festő) (1880-1923), festőművész [6]
- Joannovics György (1821-1909), nyelvész, politikus, nagymester [1]
- Józan Miklós (1869-1946), unitárius püspök [6]
- Justus Mihály (1863-?), mérnök [6]
- Jobbágyi György nőorvos

## K

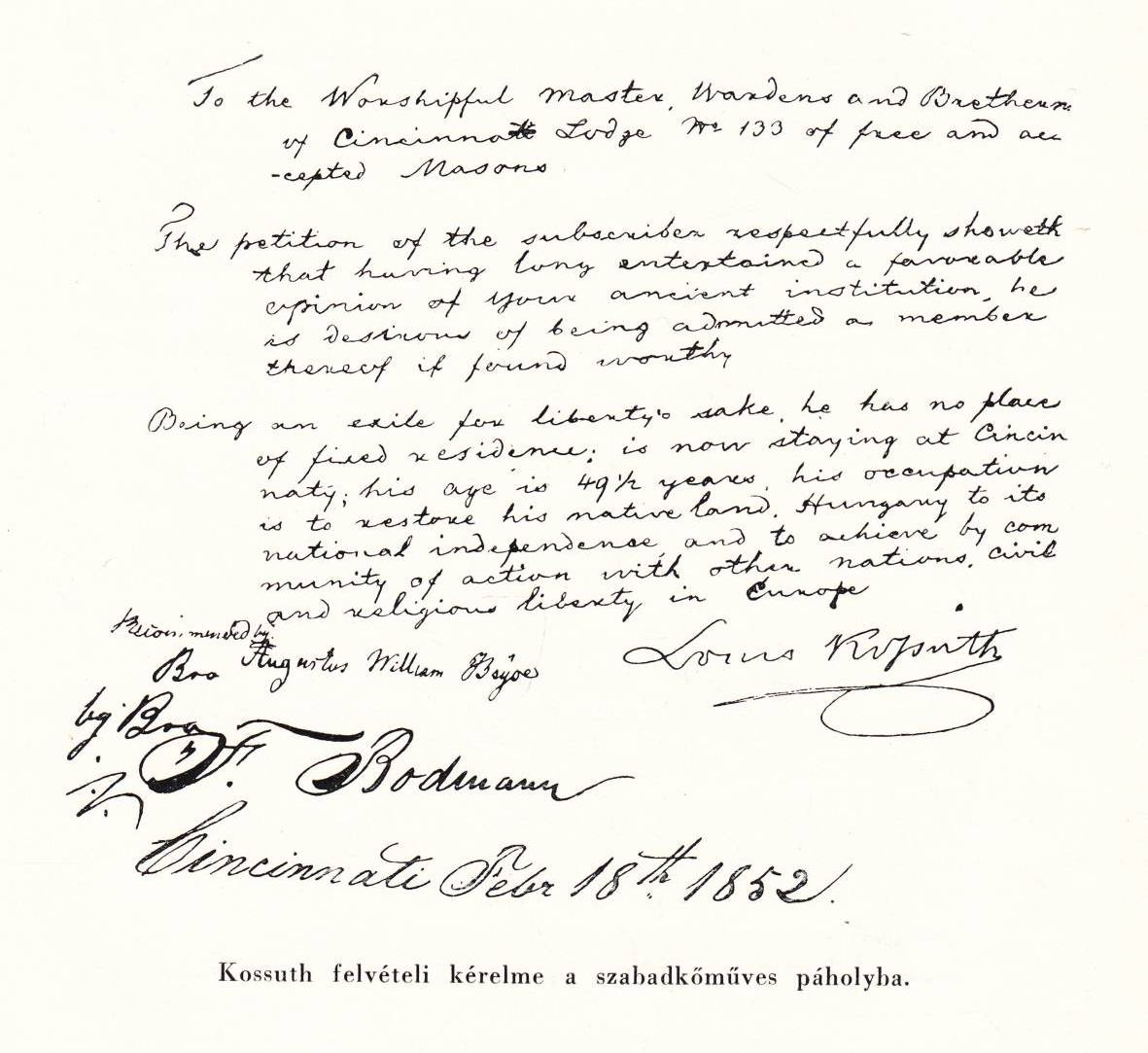
Kossuth Lajos felvételi kérelme a szabadkőműves mozgalomba

- Kabakovits József, politikus [1]
- Kádár József, tanár, Szolnok-Doboka vármegye monográfusa [6]
- Kain Albert (1858–1909), vasútépítő mérnök [6]
- Káldy Gyula, zeneszerző, színigazgató [1]
- Kálmán Oszkár, operaénekes [1]
- Kármán József, író [2]
- Kárpáti Aurél, kritikus [1]
- Kassák Lajos, költő, festőművész [1]
- Kazinczy Ferenc, író, nyelvújító [2]
- Kelemen Mózes [11]
- Kemény János, író, irodalomszervező [2]
- Kenézy Gyula (1860–1931), orvosprofesszor [1]
- Kernstok Károly, festő [1] [6]
- Kertész Manó, nyelvész [6]
- Kincs Gyula, újságíró, Ady tanára a zilahi kollégiumban [6]
- Király György, irodalomtörténész [6]
- Kisfaludi Strobl Zsigmond, szobrász [1]
- Kiss József, költő [1]
- Klapka György, honvédtábornok [1]
- Kollár Ádám, jogtudós [2]
- Kolozsvári Zsigmond, festő [7]
- Koltai Virgil (1857–1907), középiskolai tanár, irodalomtörténész, műfordító, költő, újságíró [6]
- Komlós Aladár, író [17]
- Komor Marcell, építész [1]
- Komor Vilmos, karmester [1]
- Koppi Károly, történetíró, piarista [2]
- Koródy András, karmester [1]
- Kossuth Lajos, kormányzó [1]
- Kosztolányi Dezső, író [1]
- Kotász Károly, festő [6]
- Kovachich Márton György, jogtörténész, forráskutató [2]
- Kovács János (1764–1834), pedagógus, mecénás, az MTA tagja [2]
- Könyves-Kolonics József (1884–1955), szegedi politikus [8]
- Körösi Aladár, szombathelyi ügyvéd [8]
- Kővágó József, Budapest főpolgármestere [1]
- Kövesdy Pál, operaénekes, műgyűjtő-galéria tulajdonos[26]
- Krecsányi Ignác, színész, színházigazgató [6]
- Kresz Géza, orvos [1]
- Krompecher Ödön, sebész [6]
- Kubinyi Ágoston, természettudós, régész [1]
- Kubinyi Ferenc, politikus, régész [1]
- Kunfi Zsigmond, szociáldemokrata politikus [1]
- Kürti József, színész [6]

## L
- Laczkó Géza, író [1]

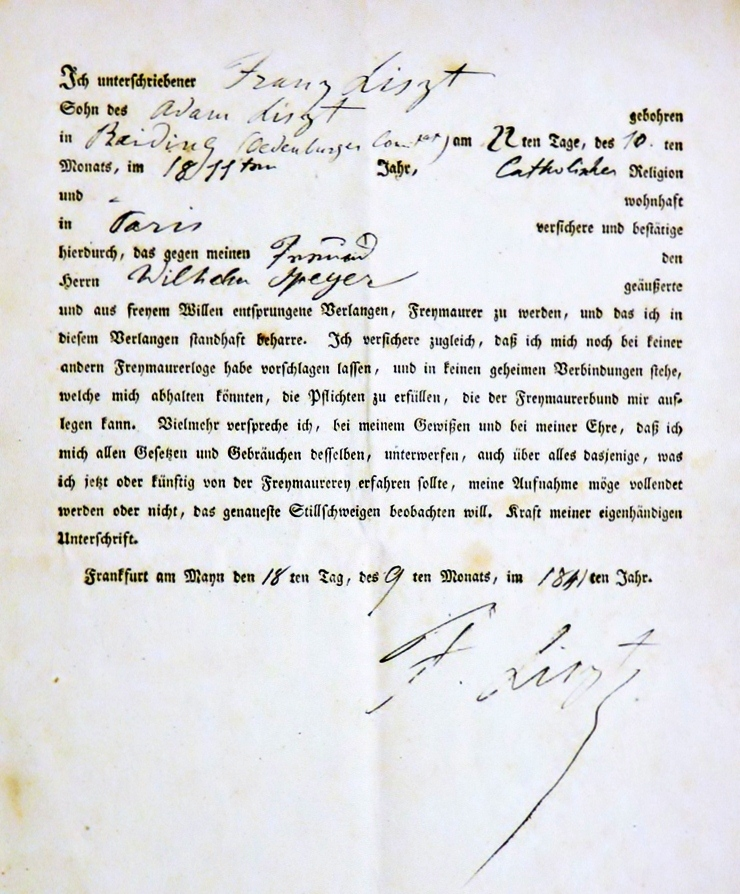
Liszt Ferenc felvételi kérelme a szabadkőművességbe

- Laczkovics János, magyar jakobinus [2]
- Lajta Béla, építész [6]
- Laukó Dezső (1872-?), ügyvéd, zeneszerző, pénzügyi igazgatóhelyettes [6]
- Lavotta Rezső, zeneszerző [1]
- ifj. Lendvay Márton, színész [1]
- Lengyel Géza (1881–1967), író, újságíró, kritikus [1]
- Lewis Lajos (1799-1890), bölcseleti doktor, egyetemi nyelvtanító [2]
- Lichtenstein Ferenc Lajos (1829-1902), honvéd főhadnagy, újságíró, lapszerkesztő[27]
- Liszt Ferenc, zeneszerző [1]
- Lovik Károly, író [1]
- Löffler Béla, építész [6]
- Lukácsy Miklós, takarékpénztári hivatalnok [10]
- Lukács Miklós  Férfi Úri Szabómester

## M
- Madách Sándor, ügyvéd, megyei főügyész [10]
- Mádai Dávid Sámuel (1709-1780), orvosdoktor [28]
- Madzsar József, orvos, politikus [1]
- Makai Ödön, ügyvéd, banktisztviselő József Attila sógora és gyámja [6]
- Maleczky Oszkár, operaénekes [1]
- Maléter István, ügyvéd, Maléter Pál apja [1]
- Mann Sándor, irodafőnök [6]
- Mándoky Béla, színész, színházigazgató, rendező [9]
- Marschan Géza, jogász [7]
- Márkus Dezső karmester, színházigazgató [1]
- Márton László, író [29]
- Margó Ede, szobrász [1]
- Maróczy Géza, sakkozó [6]
- Martinovics Ignác, szerzetes, bölcseleti és teológiai doktor, fizikus, kémikus, a magyar jakobinus mozgalom vezére [2]
- Mechwart András, gépészmérnök [1]
- Mihályfi Károly, színész [9]
- Miklóssy Gyula, színházigazgató, rendező [9]
- Mistéth Endre, építészmérnök [17]
- Molnár Antal, esztéta [1]
- Molnár Imre (1888-1977), zenetudós, a Magyar Rádió egyik alapító tagja [6]
- Molter Károly, író [30]
- Móra Ferenc, író [1]
- Móricz Miklós, statisztikus, Móricz Zsigmond öccse [6]

## N
- Náday Ferenc, színész, rendező [9]
- Nádasdy Kálmán, színházigazgató [14]
- Nagy Endre konferanszié [1]
- Nagy Ernő vasesztergályos, gyáriparos, szociáldemokrata politikus, '56-os forradalom-kutató [31]
- Nagy Imre, színész [9]
- Nagybaconi Nagy Vilmos honvédelmi miniszter [14]
- Nagyváthy János mezőgazdász [2]
- Naláczi József műfordító, testőr [2]
- Nemes Marcell műgyűjtő [6]
- Neumann Ignác [6]
- Neupauer László [6]
- Neuschloss Kornél (1864 - 1935) [6]
- Neuschloss Marcell (1853 - 1905) [6]
- Neuschloss Miksa [6]
- Neuschloss Ödön (1851 - 1904) [6]
- Neuschloss Simon [6]
- Neuschloss Tódor [6]

## Ny
- Nyáry Albert (történész) (1828-1886), történész [1]

## O
- Ódry Lehel, rendező [1]
- Olgyai Viktor, grafikus [6]
- Orbán Dezső, festő [6]
- Orczy József, főispán [2]
- Orczy László, főispán [2]
- Orczy Lőrinc, költő [1]
- Ormay Ferenc, énekes [9]

## P

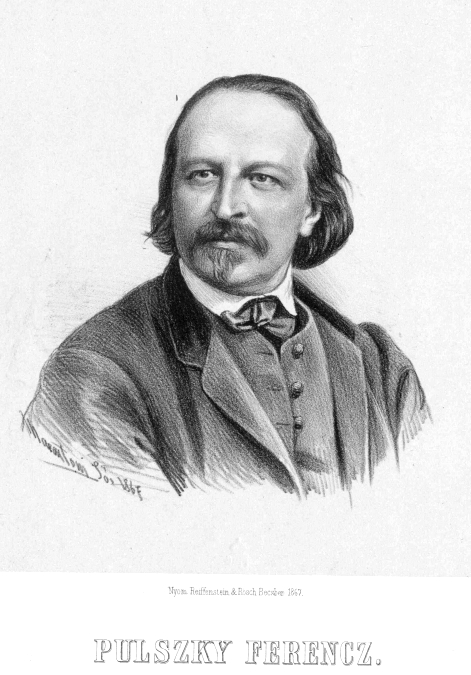
Marastoni József: Pulszky Ferenc portréja, 1867

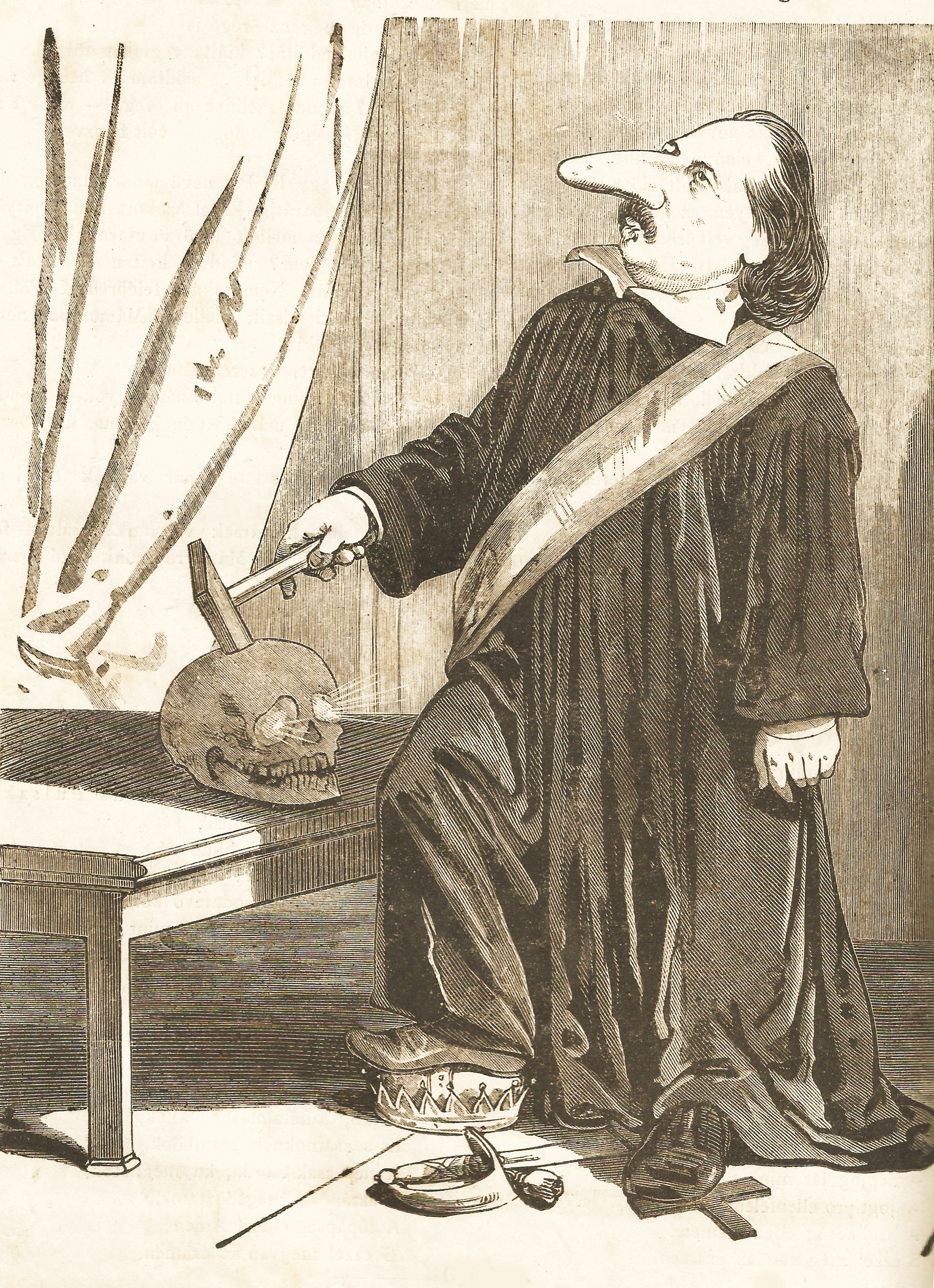
Pulszky Ferenc szabadkőműves nagymesterkénti ábrázolása - Jankó János karikatúrája

- Paál Árpád, politikus, újságíró [6]
- Pain Emil [6]
- Pajor Gáspár, ügyvéd, író, szerkesztő [2]
- Pákei József, unitárius teológus, tanár [2]
- Pákey Lajos, építész [6]
- Pálffy Károly József Jeromos, kancellár [2]
- Pálóczi Horváth Ádám, író, műfordító [2]
- Pataky Jenő, színész [14]
- Páter Béla, botanikus [6]
- Pátkai Ervin, szobrász [7]
- Paulay Ede, színész [1]
- Péczely József (1750-1792), református lelkész, műfordító és költő[2]
- Perlrott-Csaba Vilmos, festő [1]
- Petelei István, író [1]
- Péterffy István, orvos [30]
- Pető Imre (1883–1944) karmester, zeneszerző
- Pfeiffer Ignác, tanár [1]
- Piger Zoltán [11]
- Pikler Gyula, jogtudós [1]
- Podmaniczky Frigyes, politikus, akadémikus [1]
- Pogány József (1886-1939), politikus, újságíró, irodalomkritikus [1]
- Pogány Miklós [11]
- Polányi Károly, szociológus [1]
- Poldini Ede, zeneszerző, zongoraművész [1]
- Polgár Tibor, zeneszerző, karmester [1]
- Pólya Tibor, festő, grafikus [1]
- Poszvék Gusztáv, ág. ev. főgymnasiumi tanár [10]
- Puky Miklós, politikus [2]
- Pulszky Ferenc, író, politikus, régész [2]
- Purjesz Lajos, újságíró [1]

## R

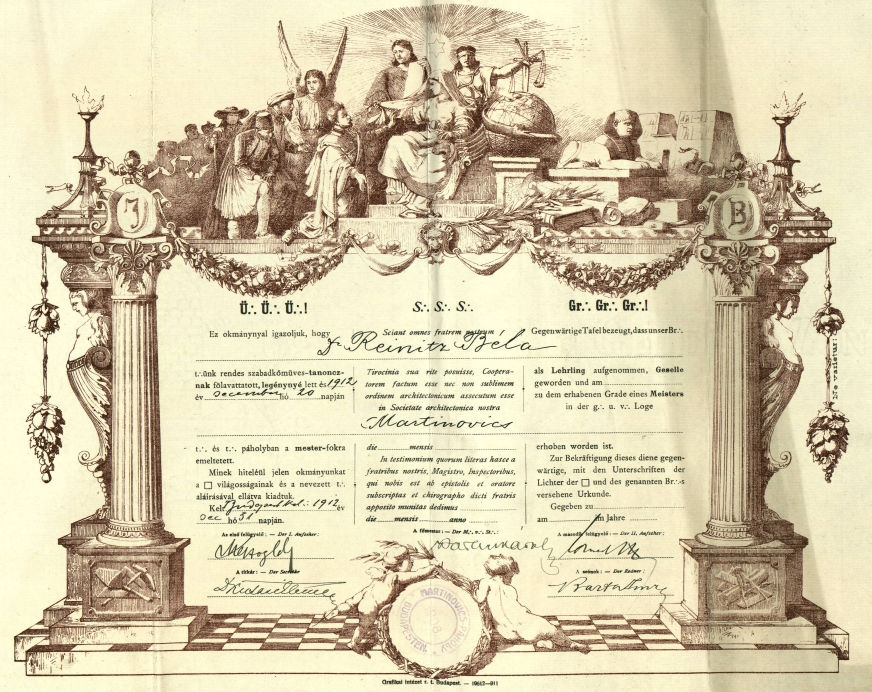
Reinitz Béla zeneszerző, zenekritikus díszoklevele mesterré avatása alkalmából – Martinovics páholy

- Rácz Gyula, statisztikus [7]
- Ráday Gedeon, költő, irodalomszervező [1]
- Radó Antal (1862-1944), író, költő, műfordító, irodalomtörténész [6]
- Radványi Géza, filmrendező [7]
- Rakovszky István (1847-1910), az Állami Számvevőszék elnöke [1]
- Ranschburg Pál (1870-1945), elme- és ideggyógyász [6]
- Ráthonyi Ákos, filmrendező [1]
- Ravasz László, református püspök [1]
- Reinitz Béla, zeneszerző, zenekritikus [1]
- Rékai Nándor, karmester, zeneszerző [1]
- Reményi Ede, hegedűművész [1]
- Remenyik Zsigmond, író [1]
- Réthy Mór (1846-1925), matematikus [6]
- Róbert László, orvos-biológus [7]
- Róna Jenő [11]
- Róna József, szobrász [1]
- Rónai Zoltán (1880-1940), ügyvéd, szociológus, szociáldemokrata politikus, igazságügyi népbiztos 1918-ban [1]
- Rónay Alajos, zombori földbirtokos [6]
- Róth Miksa, üvegfestő [1]
- Rózsa Ede, pedagógus [1]
- Rozsda Endre, festő [7]
- Rozsnyay Mátyás (1833-1895), gyógyszerész, kémikus, sakkszakíró [32]
- Rubinyi Mózes, nyelvész [1]

## S
- Sándor Pál politikus, gazdasági szakember [1]
- Schedius Lajos, esztéta, irodalomszervező [2]
- Schmidt József (1868-1933), nyelvész, indológus, egyetemi tanár [6]
- Schöpflin Aladár, irodalomkritikus [7] [1]
- Sebestyén Géza színész, színházigazgató [9]
- Serly Lajos, zeneszerző, karmester [9]
- Servatius Lajos, alispán [30]
- Sigray Jakab, jakobinus [2]
- Simonyi Ernő, Kossuth-párti politikus [1]
- Sipos Pál filozófiai író, református lelkész, matematikus [2]
- Sipőcz Géza [11]
- Solt Lipót [11]
- Somló István, színész [14]
- Somló Sándor (1859-1916), színész, színházigazgató [33]
- Somogyi Béla, újságíró [1]
- Sós Aladár, építész  (1887-1975)
- Speck Lajos [11]
- jáprai Spissich János (1745- 1804), Zala vármegye alispánja, a magyar jakobinus mozgalom tagja, szabadkőműves páholy főmester.[34]
- Strasser Albert, ipar- és kereskedelmi kamarai titkár [10]
- Surányi Miklós (1882-1936), író [6]
- Supka Géza, politikus, újságíró, régész [1]

## SZ
- Szabolcsi Lajos (1889–1943), író, lapszerkesztő [6]
- Szabolcska Mihály, költő [1]
- Szacsvay Sándor, a Magyar Hírmondó szerkesztője [2]
- Szász Zoltán, (1877–1940) publicista, író [1]
- Szatmári Mór (1858–1931), újságíró, országgyűlési képviselő [6]
- Széchényi Ferenc, a Nemzeti Múzeum alapítója [2]
- Szécsi Ferenc író, újságíró, színházigazgató [9]
- Székely Artúr, jogász [7]
- Székely Imre Kálmán, ügyvéd [7]
- Székely Mihály (1901–1963), operaénekes [1]
- Székely Péter, szobrász [7]
- Szende Pál, ügyvéd, politikus [1] [7]
- Szenteleky Kornél, író [35]
- Szerdahelyi Kálmán, színész [1]
- Szigeti Imre, színész, rendező, színházigazgató [9]
- Szini Gyula, író [1]
- Szirtes Artúr (1884–1927), ügyvéd, jogszociológus [6]
- Szobotka Tibor, író [1]
- Szontagh Ábrahám (1830–1902), orvosdoktor, homoeopata [1]
- Szőnyi István, festő [1]
- Sztehlo Gábor, evangélikus lelkész [1]
- Sztojanovics Jenő, zeneszerző, zenekritikus [1]

## T
- Tabéry Géza, író [36]
- Tallián János, operaénekes [9]
- Tamási Áron, író [1]
- Tamássy József, színész, énekes, rendező [1]
- Tapolczai Dezső, színész, színházigazgató [9]
- Taraszovits Ödön (1879-1962), szegedi jogász, politikus [8]
- Tarján Ödön, mérnök, kisebbségi magyar politikus [6]
- Tasch Adam, Gróf  (1870) Baja, Honszeretet Páholy
- Telcs Ede, szobrász [1]
- Telegdi Kálmán [11]
- Teleki Ádám, költő, műfordító [2]
- Teleki László, politikus, író [1]
- Teleki Sámuel, erdélyi kancellár [2]
- Teleki Sándor, honvéd ezredes, Petőfi barátja [1]
- Telepy Károly, festő [1]
- Than Mór, festő [1]
- Thék Endre, bútorgyáros [1]
- Thoma Mihály Ágoston (1803-1878), magánzó [2]
- Thury Zoltán, író, újságíró [1]
- Tihanyi Mór, orvosdoktor [10]
- Toldi Béla [11]
- Tompa László (1883-1964), költő [6]
- Törzs Jenő, színész [1]
- tubolyszeghi Tuboly László (1756–1828) jogász, főszolgabíró, táblabíró, költő, nyelvújító.[34]
- Turnowsky Mór (1859–1932), magyar orvosdoktor [6]
- Tuszkai Ödön (1863-1945), szülész-nőorvos [8]
- Türr István (1825-1908), altábornagy [2]

## V
- Vágó József (1877–1947), építész [1]
- Vágó József (1877–1948), közgazdasági író [1]
- Váradi Antal, író, színművészeti akadémiai vezető [9]
- Valentiny Ágoston, igazságügyi miniszter [14]
- Varannay Aurél, közgazdász [1]
- Vásáry István, kisgazdapárti politikus, Debrecen polgármestere [6]
- Vázsonyi Vilmos, igazságügyi miniszter [1]
- Vedres Márk, szobrász [1]
- Venetiáner Lajos, főrabbi [1]
- Verebélÿ Tibor (1875–1941), orvos, sebész, patológus, egyetemi tanár [6]
- Verő György, zeneszerző, karmester [9]
- Vetter Antal, honvédtábornok [37]
- Vétek János [11]
- Vidor Imre [11]
- Vikár Béla, etnográfus, műfordító, akadémikus [1]
- Vízvári Gyula, színész, rendező [1]
- Vukovics Sebő, honvédelmi miniszter [37]

## W
- Wekerle Sándor, miniszterelnök [1]
- Winkler Pál, könyv és újságkiadó [7]
- Wurmfeld Zoltán (1882 - 1917), szombathelyi orvos [8]

## X
- Xántus János, néprajzkutató [1]

## Y
- Yartin József, újságíró [6]
- Ybl Ervin, művészettörténész [6]

## Z
- Zala György (1858-1937), szobrász [6]
- Zárai Samu, kereskedő [6]
- Zathureczky Ede, hegedűművész [1]
- Zemplényi Tivadar (1864-1917), festő [6]
- Zerkovitz Béla, zeneszerző [1]
- Zigány Zoltán (1864-1921), tanár [1]
- Zimmermann Károly, ifj. szombathelyi építészmérnök [8]
- Zipernowsky Károly, feltaláló [1]
- Zwack Ákos, bornagykereskedő [6]

## ZS
- Zsolt Béla, író, képviselő [38]
- Zsolnay Vilmos keramikusművész, nagyiparos [39]

## Szabadkőművesnek vélt személyek
- Bárd Oszkár (1893-1942), orvos, költő, drámaíró [40]
- Baróti Szabó Dávid (1739-1819), költő, nyelvújító [41]
- Brüll Manó a magyar és német nyelv tanára [40]
- Dayka Gábor (1769-1796), költő [42]
- Dessewffy József (1771-1843), konzervatív politikus [43]
- Fekete Andor (1883-1951), ügyvéd, jogi szakíró [40]
- Feleky Géza (1890–1936), újságíró [44]
- Gúzner Miklós egyetemi tanár, fogorvos [40]
- Katona István (1732-1811), történetíró [45]
- Járosi Andor (1897–1944), lelkész, tanár [40]
- Kacsó Sándor (újságíró) (1901-1984), író, szerkesztő, közíró [40]
- Karinthy Frigyes (1887-1938), író [46]
- Kőrösi Csoma Sándor (1784-1842), felfedező, nyelvész [47]
- Lakatos István [40]
- Ligeti Ernő (1891-1945), erdélyi magyar író [40]
- Márai Sándor (1900-1989), író [48]
- Szalatnai Rezső (1904–1977), író [49]
- Szegő Imre [40]
- Szentimrei Jenő (1891-1959), költő, író, drámaíró, kritikus, színháztörténész [40]
- Szimonidesz Lajos (1884-1965), művelődéstörténész, evangélikus lelkész, tábori püspök [50]
- Vámbéry Rusztem, jogász [51]
- Vásárhelyi János [40]
- Ürmössy Antal Márk [40]

## Tévesen szabadkőművesnek vélt személyek
- Bessenyei György, költő [52]
- Csokonai Vitéz Mihály, költő [53]
- Felsőbüki Nagy Pál, képviselő [54]
- Kölcsey Ferenc költő, politikus és nyelvújító [55]
- Kuncz Aladár, író [56]
- Sajnovics János, matematikus, csillagász, nyelvész [57]
- Szabó Ervin, könyvtárigazgató, társadalomtudós [58]
- Szemere Pál, költő [59]
- Szent-Györgyi Albert, biokémikus, Nobel-díjas [60]
- Szentmarjay Ferenc, jakobinus [61]

## Hivatkozás nélküli, valószínűleg tévesen szabadkőművesnek vélt személyek
- Balázs Ferenc, (1901–1937), író, unitárius lelkész
- Bali Lajos, lelkész, feltaláló, festő
- Berzeviczy Albert, (1853–1936), miniszter, az MTA elnöke
- Bibó István, (1911–1979), politikus
- Bláthy Ottó Titusz, (1860–1939), feltaláló
- Boncza Miklós, (1845–1917), politikus, Ady apósa
- Buza Barna, (1873–1944), politikus
- Csontváry Kosztka Tivadar, (1853–1919), festő
- Diószegi Sámuel, (1761–1813), botanikus
- Feszty Árpád, (1856–1914), festő
- Freyseysen Gyula, (1822-1877), 1848-as őrnagy, Beregszász főbírája
- Fricsay Ferenc (politikus), (1883-1951), politikus, legitimista
- Gaál Mózes, író
- Hadik András, (1710–1790), tábornagy
- Hevesi Sándor, (1873–1939), rendező, színigazgató
- Hubay Jenő, (1858-1937), hegedűművész, zeneszerző
- Hunyady Béla, országgyűlési képviselő
- Hunyady Sándor, (1890-1942), író
- Illyefalvi I. Lajos, (1881–1944), statisztikus, az MTA tagja
- Kadosa Pál, (1903-1983), zeneszerző
- Kerényi Károly, (1897-1973), klasszika-filológus
- Lavotta János, (1764-1820), zeneszerző
- Madarassy László, (1840-1893), királyi ügyész, hírlapíró
- Magyar-Mannheimer Gusztáv, (1859-1937), festő
- Makkai Sándor, (1890-1951), református püspök, író
- Mannheim Károly, (1893-1947), szociológus, filozófus
- Matkovits Leó
- Márton László, író
- Mezei Ottó, (1925-2004), művészettörténész
- Mónus Illés, (1888-1944), képviselő
- Németh József, iskolai tanár, oktató
- Ódry Zuárd, bűvész
- Ordódy György, (1907-1956), építész
- Rabinovszky Máriusz, (1895-1953), művészettörténész
- Réti Ödön, (1871-1939), író
- Richter Antal, irodaigazgató
- Rónay János Jácint, (1814-1889), író, bencés szerzetes, pozsonyi nagyprépost
- Rózsahegyi Kálmán, (1873-1961), színész
- Sumonyi Zoltán, író, irodalomtörténész
- Szabadi József, informatikus
- Szigeti Csaba, irodalomtörténész
- Ürményi József, (1741-1825), országbíró